# Caciquismo
Caciquismo (kacykizm, kacykostwo) – pojęcie określające połączenie dwóch metod manipulacji politycznych (pucherazo i encasillado) w czasach przywrócenia Burbonów na tron hiszpański.

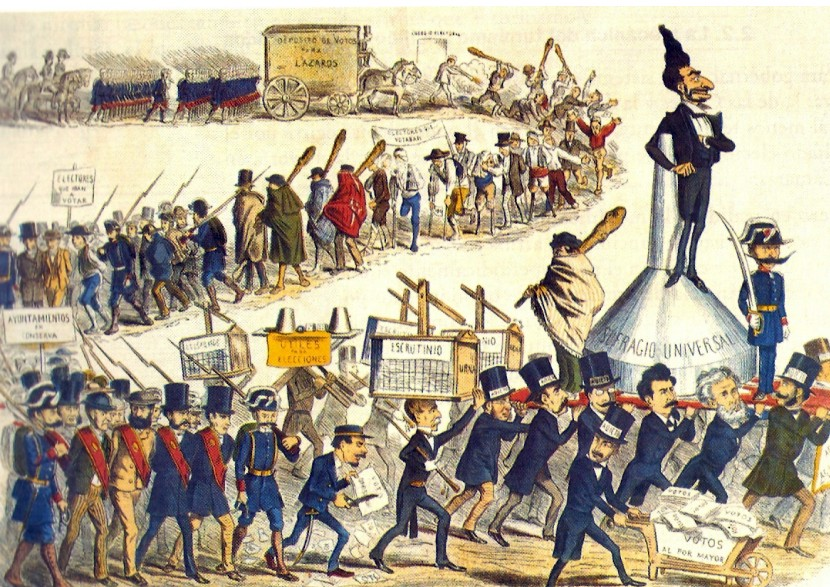
Karykatura przedstawiająca proces caciquismo w Hiszpanii

## Okoliczności powstania
Dla właściwego funkcjonowania polityki państwa zastąpiono wielość partii politycznych dwoma konkurującymi blokami, między którymi umocniły się dwa ugrupowania: konserwatyści i liberałowie. Kadencja jednego z dwóch bloków politycznych, której pozycja w rządzie się umacniała, zależała od kolaboracji z opozycją. Tutaj Antonio Cánovas, ówczesny polityk i współautor konstytucji z 1876 roku, wykazał się niezwykłą zdolnością przekonania Mateo Sagasty, założyciela Partii Liberalnej do współpracy. Jego plan opierał się na cyklicznym przekazywaniu sobie władzy, jako gwarancji utrzymania stabilizacji politycznej w państwie.

## Manipulacje
Wdrożenie tego systemu przyczyniło się do powstania caciquismo, które opierało się na wielu mistyfikacjach wyborczych m.in. na pucherazo, czyli na podmienianiu urn i na encasillado, polegającym na odgórnym rozmieszczeniu mandatów obu partii. W ten sposób utrzymano turnismo, które opierało się na wymienianiu władzy obu ugrupowań, przy obustronnej akceptacji kolejnych monarchów.